# 速核
速核 （英语：Speedcore），又称速度硬核，是硬核舞曲的一种形式，具有极高的速度，曲调通常较愤怒。速核诞生于1990年代前期，名称来源于“快速的硬核（Hardcore）”。速核的速度大都在300 bpm及以上。恐核（Terrorcore）一般指早期速核，速度在250 bpm左右。炼音（Extratone）指速度超过1000 bpm的速核。超音（Hypertone）指速度大于120万bpm的速核。衝音（Rushcore）指速度大于1000万bpm的速核。衝音是世界上最快的音乐。

## 特征

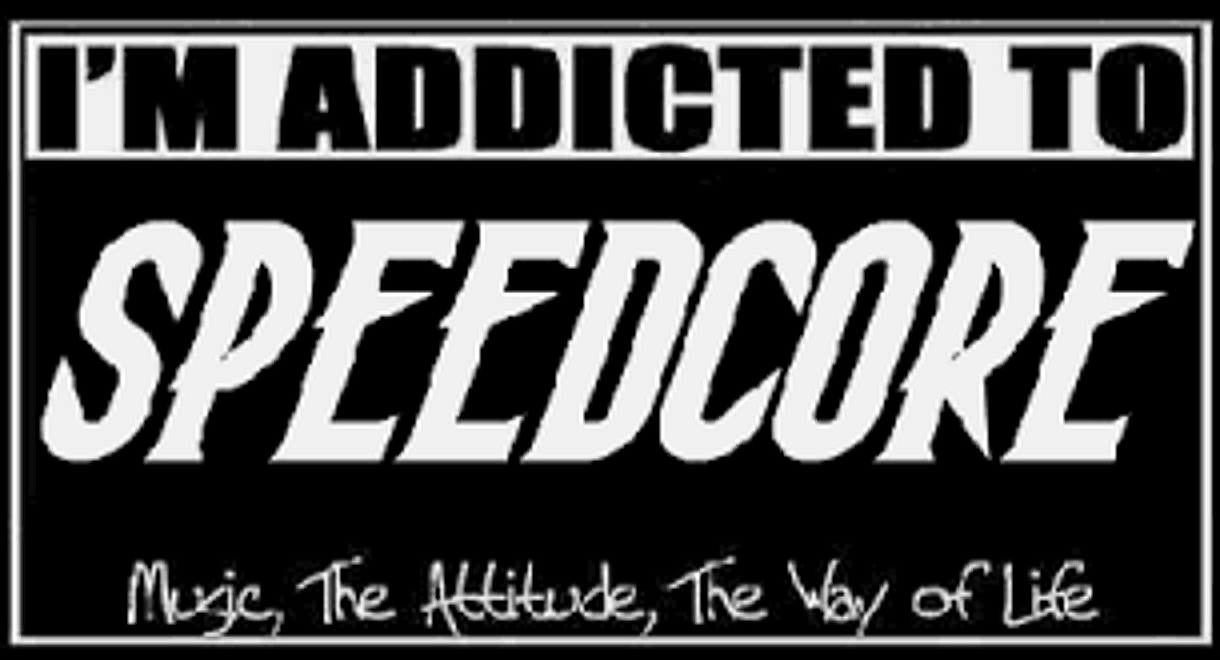
速核Logo

速核有愤怒或咄咄逼人的风格。因此，速核唱片騎師经常在音乐中添加暴力粗俗的元素来发展速核。
速核节奏极快，速度通常在300 bpm以上。速核常有过多的中断和鼓声，因此曲调愤怒，有压倒一切的气势。所以速核较易分辨。有些作曲家会制作极快的曲子，并将音乐变成方波。速核独特的撞击声与gabber非常相似。取样器能迅速改变声音，使音乐不断的变化。阿门中断也在音乐中频繁的出现。
速核融合了早期硬核、碎核等元素。速核有时结合死亡金屬音樂（如The Berzerker）和黑金屬音樂（如Legions Ov Hell）来创作出新的乐曲。
多数速核作曲家喜欢创造与正常音乐，甚至与速核的起源音乐饶舌音乐截然不同的乐曲。少数速核作曲家家模仿其他音乐体裁进行创作，这些乐曲往往有会用更轻，更狂热的曲调，创作方式与快樂硬核类似。
21世纪起，DAW逐渐流行，超过模拟合成器或跟踪器，数字音频工作站也开始普及。2010年代时，大多数速核以DAW的形式创作。

## 历史

### 起源（1992年－1993年）
速核由硬核舞曲的发展而产生。硬核已有十分快速的速度，但有人并不满足。早期速核尝试突破bpm限制，并制造更愤怒的氛围。1992年，出现了最早的一批快速乐曲。1992年莫比的“千”，其bpm达到1015。然而这首歌演奏速度并不固定，仅在最快时速度达到1000 bpm。1992年Euromasters的“Alles Naar De Klote (250 BPM ~~ Oef!)”>演奏速度达到250 bpm。1993年，又有几首歌曲打破原来的速度，如Sorcerer的“Summer”和303 Nation的“Double Speed”。早期速核是速度超过220 bpm的硬核乐曲。随着时间的推移和技术的进步，如今速度在300 bpm及以上的音乐才叫速核。

### 早期速核（1994年－1999年）
1990年代，工业力量唱片公司（Industrial Strength Records）、血拳唱片公司（Bloody Fist Records）和冲击波唱片公司（Shockwave Recordings）发行了大量速核唱片，推动了速核的发展。
21世纪初，“速核”一词才正式出现。20世纪90年代时类似速核的音乐被称为“gabber”。Terrordrome唱片公司在90年代中期开始发行速核音乐。同时，速核音乐在德国和瑞士大受欢迎。早期作曲家使用罗兰TR-909等鼓机（drum machine）来创作乐曲。鼓机能产生扭曲严重的低音鼓的声音，来固定住旋律。一些作曲家也使用FastTracker 2等音乐跟踪器（music tracker）来创作速核乐曲。创作时，音乐样本经常会和音乐跟踪器一起使用来制造独特的声音。作曲家也可以在早期互联网上分享.xm、.it和.mod等文件来创作歌曲。1990年代晚期至2000年代初期，Fuckparade等technoparade经常在街道播放速核乐曲。

#### 发布形式
1990年代时大部分的速核音乐以黑胶唱片形式发布，另一些主要以磁带或CD的方式发行。

### 传播（2000年代初期）
2000年代初期，许多热衷于于速核音乐的网络唱片厂牌（netlabel）产生。MP3类型的音乐在网络唱片厂大受欢迎，新型作曲家作曲也更为容易。黑胶唱片厂和国家速核协会（United Speedcore Nation）在网上出售MP3音乐。速核也在此时传播至日本，并从M1dy、DJ Sharpnel和M-Project中崛起。日本作曲家用合成器在速核中添加了欢快的成分。这一时期日本作曲家将音乐和日本动画结合，促进了日核（Japanese core）的产生。

#### 发行形式
世纪之交时速核多以MP3等数字形式发行。黑胶唱片、可錄光碟和CD的发行形式也仍然存在。

### 互联网增长时期（2010年代）
2010年代，网络唱片公司如春笋般冒出，发展迅速。DAW使作曲家更快且更便宜的创作出各种类型的音乐。互联网也允许来自全球的作曲家相互交流，互相在网络唱片公司里分享成果。合輯开始在艺术家之间流行。相比于单人作曲，合辑可以使艺术家更容易获得名气。速核也不在局限于在黑胶唱片上播放，大部分用户从YouTube的速核频道和网络唱片公司来播放速核音乐。

#### 发行形式
2010年代起数字音乐十分流行，超过70%的音乐都有其数字形式版本。其中，MP3是最常见的类型，.flac和.wav类型的音乐也逐步普及。2010年代时CD、CDr等发行格式在线下十分流行，而黑胶唱片的发行量却在下降。

## 词源
速核一词最早可以追溯至1995年，最初指节奏快的硬核音乐或gabber。速核一词最早出现在乐曲N.Y.C Speedcore和Ya Mutha II中。这两首曲子的作者是Disciples Of Annihilation。

## 类型分支

### 裂核（Splittercore）
分核（Splittercore）指速度在600至1000 bpm间的速核。分核以其响亮的机枪撞击声而闻名。在1990年代，分核有时被称作为nosebleed Techno。

### 闪核（Flashcore）
闪核是一种从速核和工业硬核发展而成的一种音乐流派。虽然闪核在早期与速核相关，但是闪核复杂的前奏和抽象的声音，使其更像电子原音音乐和實驗音樂，而不是任何一种電子舞曲音乐类型。因此，闪核的音乐一般具有强烈、节奏感强和层次分明等特点。

### 炼音（Extratone）
炼音（Extratone）指节奏在1000 bpm及以上的速核。在这个速度下，节奏如此之快以至于无法分辨单个音符节拍，使音乐听起来像一个连续的音符。
炼音这个词由两个德语单词extrahieren（提炼）和Ton（声音）组成。

### 超音（Hypertone）
超音（Hypertone）指速度在120万bpm及以上的速核。乐曲Murriosity - Crooked Smiles就属于超音。超音常常由于速度过快而几乎听不到声音。